# Parti populaire démocratique (Allemagne)
Pour les articles homonymes, voir Parti démocratique populaire et DVP.
Le Parti populaire démocratique (Demokratische Volkspartei ou DVP) est un ancien parti libéral démocrate du sud-ouest de l'Allemagne, qui est devenu aujourd'hui la fédération du Bade-Wurtemberg du Parti libéral-démocrate (FDP). 
Le parti populaire démocratique organise chaque année les Rencontres de l'Épiphanie le 6 janvier.